# Calothamnus affinis
Calothamnus affinis är en myrtenväxtart som beskrevs av Porphir Kiril Nicolai Stepanowitsch Turczaninow. Calothamnus affinis ingår i släktet Calothamnus och familjen myrtenväxter. Inga underarter finns listade i Catalogue of Life.